# Louis Gossett, Jr.
Louis Cameron Gossett, Jr. (Brooklyn, New York, 27. svibnja 1936. – Santa Monica, Kalifornija, 29. ožujka 2024.), američki glumac, dobitnik nagrada Oscar, Emmy, i Zlatni globus.
Rodio se u njujorškom Brooklynu. Odgojili su ga majka Hellen i otac Louis Sr.
Športska ozljeda uputila ga je na glumu, te je počeo već u 16. godini. Kasnije obrazovanje nastavlja posvećen športu, a posebno mjesto zauzima košarka, kojom se jedno vrijeme i profesionalno bavio. Zadivljeni visinom, angažirali su ga New York Knicksi.
Kasnije se posvećuje glumi, a prvo se ističe u kazalištu. U dosadašnjoj karijeri ostvario je četrdesetak filmskih uloga.
Za svoj 14. film 1982. "Časnik i gospodin" (partner Richard Gere), dobio je Oscara.
Posvetio se posuđivanju glasa u nekoliko igrica, a bavi se i humanitarnim radom.
U filmu Batman posudio je glas Lucienu Foxu. Ističu se i njegovi filmovi Željezni orao, Blue Chips.
Ženio se tri puta, ali nema djece.

## Vanjske poveznice
- Louis Gossett, Jr. u internetskoj bazi filmova IMDb-u (engl.)